# Titularbistum Ploaghe
Ploaghe ist ein Titularbistum der römisch-katholischen Kirche. Es geht zurück auf das vom 11. bis zum 16. Jahrhundert bestehende Bistum Ploaghe in der gleichnamigen Stadt auf der Insel Sardinien und gehörte der Kirchenprovinz Sassari an.
| Titularbischöfe von Ploaghe |                               |                                                   |                   |                    |
| Nr.                         | Name                          | Amt                                               | von               | bis                |
| 1                           | Dante Battagliarin            | SX, emeritierter Bischof von Khulna (Bangladesch) | 20. März 1969     | 23. September 1976 |
| 2                           | John Michael Beahen           | Weihbischof in Ottawa (Kanada)                    | 11. Mai 1977      | 14. März 1988      |
| 3                           | Sebastião Roque Rabelo Mendes | Weihbischof in Belo Horizonte (Brasilien)         | 10. Mai 1989      | 11. März 2020      |
| 4                           | Manuel González Villaseñor    | Weihbischof in Guadalajara (Mexiko)               | 27. November 2020 |                    |